# Jorge Yunda
Jorge Homero Yunda Machado (Guano, 20 de junio de 1965) es un médico, político, músico y radiodifusor ecuatoriano. Se desempeñó como Alcalde del Distrito Metropolitano de Quito desde el 14 de mayo de 2019 hasta el 29 de septiembre de 2021. 
Estando el Ecuador en estado de excepción, la hija del exalcalde fue secuestrada y luego liberada en Quito el 12 de agosto de 2023.

## Vida personal
Nació el 28 de agosto de 1965, en Guano, provincia de Chimborazo. Vivió con sus abuelos Francisco Machado y María Esther Orozco, hasta la edad de 7 años, cuando con sus padres y hermanos, migró a Quito, donde vivió en el barrio de San Roque.  Sus padres Luis Yunda y Beatriz Machado, de ocupación zapatero y costurera respectivamente. Tuvo cuatro hermanos: Liliana, Ney, Paulina y Luis David. Ney Yunda falleció en un accidente de tránsito en 2009.
Estado civil actual soltero y tiene dos hijos: Sebastián y Anaí Yunda.

## Carrera profesional

### Médico
Realizó sus estudios superiores en la Facultad de Ciencias Médicas de la Universidad Central del Ecuador, donde se graduó con el título de médico. Operó como médico cirujano en el Hospital Eugenio Espejo, el Hospital del Sur y la Maternidad Isidro Ayora.

### Músico
En 1989 formó un grupo de música romántica llamado Sahiro, junto a sus amigos Saúl Proaño, Aníbal Machado, Oswaldo Vásquez y Rodrigo Nazca forman esta agrupación.
Sahiro proviene de las primeras iniciales de los nombres de cada integrante: Saúl Proaño, cantante y guitarrista; Aníbal Machado, percusión menor y coros; Homero Yunda, bajo y coros; Isabel Yunda, teclados; Rodrigo Nazca, baterista y Oswaldo Vásquez, primera voz.
Yunda tocaba el bajo eléctrico, esta agrupación grabó en acetato temas como Mi destino es como el viento, Mi compañera, Cada momento, Mi loco amor y Perdóname.

### Radiodifusor
Combinó su carrera de médico con la locución, actividad que desarrolló desde las aulas estudiantiles. A partir del 2005 decidió dedicarse de pleno a la profesión de locutor. Trabajó para las estaciones de radio Jesús del Gran Poder, Francisco Stereo, América, Cordillera y Radio Canela. Lideró proyectos de radiodifusión propios bajo la marca "Canela", consolidándola como una de las de mayor audiencia en sus zonas de cobertura. En su carrera radial es conocido bajo el seudónimo "Loro Homero", por herencia de su abuela y por su segundo nombre, Homero.

### Dirigente deportivo
En diciembre de 2013 asumió la presidencia del Club Deportivo El Nacional, siendo el primer presidente civil del club militar.

## Carrera política

### Presidente del CONARTEL
Durante el gobierno del presidente Rafael Correa, estuvo al frente del ex-Conartel (Consejo Nacional de Radio y Televisión), entre 2007 y 2009. A su renuncia, fue reemplazado por Antonio García, quien era asesor jurídico de la institución.
Bajo la Ley de Radio y Televisión vigente hasta 2015, el CONARTEL se integraba por un delegado del Presidente de la República, un delegado del Ministerio de Educación, un delegado del Comando Conjunto de las Fuerzas Armadas y delegados de las asociaciones de concesionarios de radios y televisoras. 
En 2011, a raíz de la prohibición constitucional de conflicto de intereses, los delegados de las asociaciones de radiodifusores y canales de televisión fueron excluidas.

### Asambleísta por Pichincha

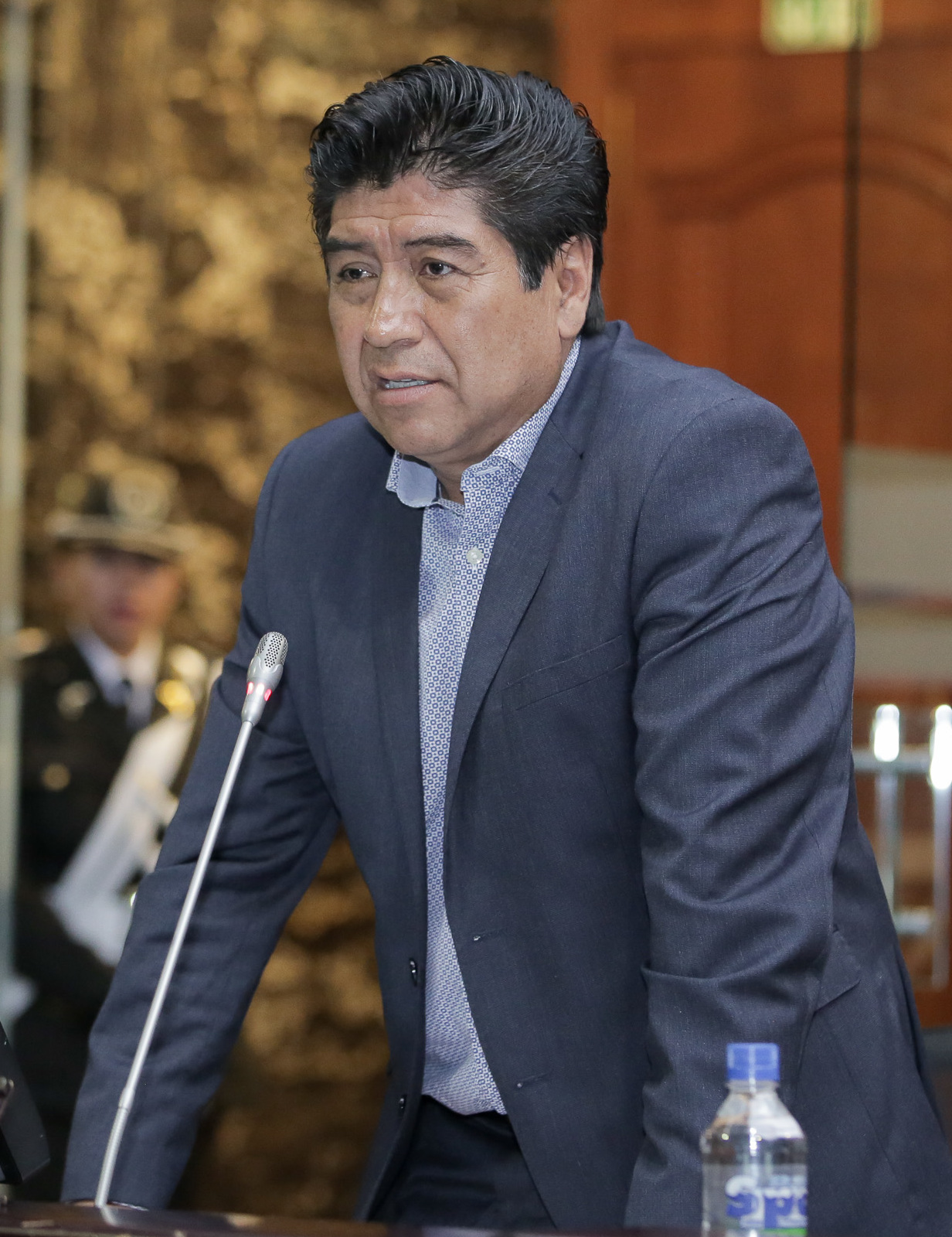
Yunda como asambleísta, en 2017.

En febrero de 2017 fue elegido asambleísta por Pichincha como parte del Movimiento Alianza PAIS (AP). La Asamblea Nacional de Ecuador tiene 137 curules y la provincia de Pichincha, 16 escaños. Yunda asumió su curul en mayo del 2017, tras registrar una de las votaciones más altas para esta dignidad en el país.
Dentro de su papel como asambleísta, una de sus principales declaraciones fueron que en el parlamento se usa mucho papel higiénico y que se debería ahorrar en ese rubro. No propuso leyes nuevas ni tampoco reformas a las ya vigentes.
El político Jimmy Jairala aseguró en enero del 2018 que Yunda se sumaría al partido Centro Democrático Nacional y que ocuparía el cargo de director del partido en Pichincha. Yunda desmintió esta versión y permaneció en la Asamblea Nacional.

### Alcaldía de Quito
En 2019 fue elegido Alcalde de Quito, por el movimiento Unión Ecuatoriana. La candidatura se lanzó en diciembre de 2018. En las elecciones, acorde con el Consejo Nacional Electoral (CNE), Yunda obtuvo 296 096 votos (21.4% de los votos válidos).
La madrugada del 3 de junio de 2021 con 14 votos a fovor el Concejo Metropolitano de Quito, dio paso a la remoción de su cargo, debido a varias denuncias por corrupción en su contra. Tras esta decisión, el vicealcalde Santiago Guarderas asumió como alcalde de Quito encargado hasta que culminen los procesos de revisión y apelación respectivos y se tome una determinación en el Concejo. La decisión tomada por el Concejo Metropolitano de Quito fue ratificada por unanimidad por el Tribunal Contencioso Electoral, la mañana del 1 de julio de 2021, confirmando así la remoción de Yunda de su cargo.
El 30 de julio de 2021 la Corte de Pichincha deja sin efecto el proceso de remoción a Jorge Yunda, por lo que la posesión de Guarderas quedó sin efecto. Sin embargo, el 29 de septiembre, la Corte Constitucional aceptó la acción de protección interpuesta por Guarderas, dejando sin efecto los fallos judiciales favorables a Yunda, confirmando su sucesión como alcalde, siendo esta sentencia de última instancia.

## Controversias

### Auditoría de Frecuencias
La Asamblea Constituyente de 2008 dispuso la realización de una auditoría de frecuencias de radio y televisión, 11 cuyo informe menciona a Jorge Yunda.

### Aporte en especie a su alcaldía
Desde el día de su posesión como alcalde, Induvallas y otras compañías mostraron vallas con la leyenda "Quito Grande Otra Vez" que fue usada durante la campaña electoral de Yunda. Funcionarios municipales confirmaron que dicha campaña publicitaria no tuvo financiamiento municipal.

### Denuncias durante la pandemia Covid-19
Jorge Yunda fue acusado, en mayo y junio de 2020, de adquisiciones de insumos médicos favoreciendo a personas relacionadas con él, y de una transferencia bancaria a un beneficiario en Hong Kong, sin un justificativo real. Perdió 30 puntos de popularidad por esos motivos.
El martes 2 de junio de 2020, el Alcalde Jorge Yunda anunciaba un supuesto hackeo a las cuentas de la empresa pública metropolitana de agua potable (EPMAPS), el hecho fue totalmente desmentido al día siguiente por el Banco Central del Ecuador. Tras esta respuesta, Yunda mencionó  que se estaba haciendo las gestiones, con la autoridad del BCE, para evitar un robo de las arcas de la EPMAPS, pero ya no habló de algún "ataque digital".